# Давыдов, Андрей Юрьевич
Андре́й Ю́рьевич Давы́дов (род. 12 января 1957, Москва) — иконописец, руководитель иконописной мастерской Никольской церкви (Суздаль). Священник, настоятель Никольского и Христорождественского храмов г. Суздаля.

## Биография
Родился в семье Юрия Николаевича (1929—2007, социолог) и Нины Александровны (сценариста) Давыдовых. Окончил постановочный факультет Школы-студии МХАТ по специальности «художник сцены». Работал у Анатолия Эфроса в Театре на Малой Бронной.
С 1978 года занимается иконописью. Работал как художник иконописец в иконописных мастерских Московской Патриархии, Московском Свято-Даниловском монастыре, по различным церковным и частным заказам в России и за рубежом. В 1986 году рукоположен во священники.
Окончил Санкт-Петербургскую духовную семинарию (дипломная работа — «Богословие образа и художественный язык иконы»), ныне обучается в Санкт-Петербургской духовной академии. В 1993—2007 гг. — настоятель собора Рождества Иоанна Предтечи во Пскове, памятника древнерусской архитектуры XII века; написал иконы для алтарной преграды (иконостас) собора, выполнил фресковые росписи храма и притвора; организовал при соборе иконописную мастерскую.
С 2007 года — настоятель в Христорождественском и Никольском храмах в Суздале, иконописная мастерская располагается там же.
- Иоанно-Предтеченский монастырь (Псков)
- Церковь Рождества Христова (Суздаль)
- Никольская церковь (Суздаль)

### Семья
Жена — Марианна Петровна Турнова. Работает с мужем — помогает в мастерской, изготавливает шитые иконы ручной работы.
- 4 детей.

## Работы и достижения
Владеет техникой «энкаустика», применявшейся в иконописи вплоть до XII века; техникой огневого золочения по меди; создаёт иконы в темперной технике, а также стенные росписи в редкой технике натуральной фрески по сырой штукатурке.
Его иконы представлены на выставках, в храмах и частных коллекциях России, Украины, Италии, Бельгии, Франции, Англии, Финляндии, Литвы, Латвии, США, Дании, Голландии, Испании, Австралии и других стран.
Больше 20 лет ведёт теоретические и практические курсы иконографии в Италии, Голландии, Германии и США. Автор научных работ по богословию и теории иконописи.
Выполнил иллюстрации в книгах:
- Голос в ночи : Сб. — 1983.
- Афганские сказки / Пересказал для детей Радий Кушнерович; Рис. А. Давыдова. — М.: Дет. лит., 1984. — 32 с. — 1 000 000 экз.[6]
- [иллюстрация] // Тарасар К. Наша жизнь с Богом : Пособие по катехизации. — Госпел Лайт, 1999. — С. 102.

## Мнения экспертов
Члены рабочей группы согласны в том, что работы о. Андрея являются произведениями высокопрофессионального мастерства и отличаются художественным качеством, которое делает их заметным явлением в современном иконописном искусстве. Необходимо отметить также, что принцип согласования стиля новой живописи с характером архитектуры древнего памятника (XII в.) является на сегодняшний день наиболее приемлемым для работ, проводимых в интерьерах древних памятников, передаваемых в пользование общин верующих.— Заключение рабочей группы Высшей комиссии по охране культурного наследия при Министерстве культуры РФ (от 16.1.1998) по собору Рождества Иоанна Предтечи в составе:
А. И. Комеч — председатель комиссии, доктор искусствоведения, директор Института искусствознания МК РФ;
Л. И. Лифшиц — кандидат искусствознания, ведущий научный сотрудник Института искусствознания МК РФ;
В. Д. Сарабьянов — художник-реставратор высшей квалификации, бригадир реставраторов Межобластного Научно-реставрационного художественного управления МК РФ;
В. М. Сорокатый — ведущий научный сотрудник Центрального музея древнерусской культуры и искусства имени Андрея Рублёва.

Ваши иконы — свидетельство бережного и вдумчивого подхода к освоению традиций великой Православной культуры иконописи Древней Руси, её византийских и греческих корней, свидетельство и собственно Вашего личного художнического таланта. Ваша ориентация на древние традиции, качественный уровень исполнения говорят о возможных успехах именно этого направления, о его плодотворности. Принципиально важным кажется и создание Вашей иконописной мастерской. Её иконы достойны многих храмов, которые сегодня возвращаются в лоно Церкви.— Н. С. Кутейникова — доцент кафедры русского искусства Института живописи, скульптуры и архитектуры им. И. Е. Репина Российской Академии художеств, член Ассоциации искусствоведов СНГ. 11.1.1998

Особо хотелось бы отметить вклад в возрождение высоких традиций иконописи о. Андрея. Иконы о. Андрея вызвали большой интерес как художественной, так и церковной общественности, посетителей выставки. Их отличает подлинное благочестие, свойственное лучшим образцам древней русской иконописи.— Ю. В. Мудров — директор — первый  вице-президент Санкт-Петербургского Фонда культуры — О выставке «Святая Русь». 5.1.1998

Предпринятая о. Андреем попытка создания новой декорации церкви Рождества Иоанна Предтечи XII в. во Пскове выгодно отличается от многих других. Воссоздание типа низкой алтарной преграды, который и был обычен для византийского и русского искусства домонгольской эпохи, выполнено очень тактично и в целом хорошо гармонирует с архитектурой храма. Усилия о. Андрея заслуживают большого уважения и поддержки, хочется пожелать ему дальнейших успехов.— О. Е. Этингоф — старший научный сотрудник Института искусствознания МК РФ, кандидат искусствоведения

Собору Рождества Иоанна Предтечи чрезвычайно повезло, так как созданная о. Андреем алтарная преграда органично вписалась в древний ансамбль и в наименьшей из возможных степени затрагивает реальное впечатление от памятника как от объекта искусства XII в. Строгость и простота конструкции преграды, её скромный облик, характер письма икон проявляют воздействие интерьера храма.— Г. С. Колпакова — профессор Свято-Тихоновского богословского университета, кафедры истории и теории изобразительного искусства Российской Академии живописи, ваяния и зодчества, кандидат искусствоведения

Благодаря воистину подвижническим усилиям настоятеля, собор отремонтирован, восстановлен интерьер и иконостас, регулярно проводятся Богослужения. Особо следует отметить, что все интерьерные решения и сам иконостас полностью гармонируют с архитектурным обликом собора, бережно сохраняют древлеправославные традиции и неповторимый дух эпохи наших первых святых. Недаром многие исследователи, изучающие историю и культуру Древней Руси и Византии, посетив собор, давали высочайшую оценку таланту и трудолюбию иконописца-священника о. Андрея. Старина будто воскресает здесь, в этом соборе, одном из самых замечательных среди русских святынь.— А. Г. Бобров — доктор филологических наук, старший научный сотрудник Отдела древнерусской литературы (Пушкинский дом) Российской Академии наук. 12.1.1998

Пользуясь возможностью хочу лично выразить Вам глубокое уважение и искренние симпатии, основанные на знакомстве с вашим творчеством, восстанавливающим разорванную историей цепь великой древнерусской традиции. Это трудное, но благородное дело уже получило достойное выражение в Вашей иконописной и фресковой практике в самом соборе, чей древний интерьер Вы воодушевили с таким тактом и пониманием всей ответственности взятой на себя задачи.— Т. Ю. Царевская — главный хранитель Софийского собора Великого Новгорода, кандидат искусствоведения. 14.1.1998

Хочу отметить чрезвычайно удачно восстановленный Вами иконостас. Именно такая невысокая алтарная преграда издревле существовала в Вашем храме. Очень интересны иконное убранство и фресковые росписи в Вашем храме.— И. Ю. Акундинов — учёный секретарь Новгородского музея-заповедника. 22.1.1998

Для меня Ивановская церковь останется одно из сильнейших впечатлений из Пскова своей древней архитектурой и своими фресками и иконами, которые органически вписываются в архитектуру и сохраняют дух древняго храма.— Бисерка Пенкова — доцент Академии художеств, Болгария, София. 25.9.2003

Воссоздание древнего темплона, особенно древней живописи, можно только приветствовать. Если и создавать новую живопись в древнем храме, стилистически она должна соответствовать времени его создания.— М.Орлова — ведущий научный сотрудник отдела истории древнерусского искусства ГИИ МК РФ. 25.9.2003

Общим впечатлением от посещения была радость от возрождения подлинности древней формы храма, тонкость художественного проникновения в правду древних форм, древней православной традиции. Искренни и гармоничны введение в храм живописных изображений.— А. Иконников — академик архитектуры,
Ю. Гнедовский — президент и академик Союза архитекторов России

Творческие поиски о. Андрея не разочаруют любителя старины. В его работах слышится беседа с древними мастерами, отражается и наше время. Искусству о. Андрея присущ индивидуальный стиль. Оно разнообразно, правдиво, познавательно и, в отличие от репродукций, ремесленного бездушного тиражирования. Эти иконы — для молитвы. Таковы все известные нам древние образы. Среди них нет не талантливых.— Ю. Б. Бирюков — искусствовед, занимается архитектурной археологией

Отметим прежде всего, что о. Андрей имеет классическое художественное образование, свободен от слепого подражания и восприимчив как к иконописному канону, так и к духовным потребностям современного общества. Ещё одна, свойственная иконам о. Андрея, особенность — укрупнение изобразительной формы по отношению к масштабу доски. Приём, известный в иконописи, стал ключевым методом, которым достигается эффект взаимодействия между иконой и зрителем. Изображение, выходящее за пределы поля, за ковчег, приобретает собственное пространство, усиливает иллюзорное движение света, цвета и формы, чем устремляет гармонический импульс — к нам. Неуловимость идеального образа максимально приближена. Глаза в глаза смотрят Спаситель, Богоматерь, Ангелы и Святые. Иконописец о. Андрей Давыдов свидетельствует: они рядом, ближе, чем нам кажется.— И. Б. Голубева — ведущий искусствовед Спецпроектреставрации г. Пскова, апрель 2000

## Выставки
- «Современная икона» — Манеж (Москва, 1991)
- Выставка икон — Политехнический институт (Даугавпилс, Латвия, 1991)
- Выставка икон Православных праздников (Тренто, Италия, 1995)
- Выставка икон (Падуя, Италия, 1996)
- Выставка икон и фресок — Музей этнографии (Санкт-Петербург, 1997)
- Выставка икон «Русь Православная» — Манеж (Санкт-Петербург, 1998)
- Выставка «Икона в пространстве храма» (Санкт-Петербург, Москва, 2002)
- Выставка икон — «Галерея на Бастионной» (Псков, 2003)
- Выставка икон (Hernen[нидерл.], Голландия, 2003)
- Выставка современной иконописи и церковного искусства — театр «Школа драматического искусства» (Москва, 2004)
- Выставка «Современное церковное искусство» — Приказные палаты (Псков, 2004)
- выставка икон — галерея «Феофания» при храме Святителя Николая в Котельниках (Москва, 2012)[4]
- Выставка современного церковного искусства — музей Храма Христа Спасителя (2013)[7]

## Радиопередачи и документальные фильмы о работах о. Андрея
- Фильм «Господи, просвети нас лицем твоим», 1993 г.
- Документальный фильм « Собор Рождества Иоанна Предтечи» по каналу «Культура», 1998 г.
- Radio broadcast, BBC Russion Program, March 1998.
- Псковское радио «Пилот», цикл передач, 1999 г.
- Псковское телевидение, телепередачи о иконах о. Андрея , 1995—2004 г.
- Фильм « Фреска», 1998 г.

Различные телепередачи: во Франции — 1996г, в Италии — 1997 г., в Финляндии — 1996 г., в Америке, штат Техас — 2000 г.